# Gilbert (seriefigur)
Gilbert är en seriefigur i Musse Piggs universum. Gilbert är Långbens intelligente brorson, och får ofta inta rollen som vuxen i relationen till sin egensinnige och barnslige farbror. Som ett tecken på sin intelligens har Gilbert alltid en amerikansk studentmössa på sig.
Hans första framträdande var i serien "Långben möter underbarnet Gilbert" från 1954, tecknad av Bill Wright. Den blev dock inte utgiven i Sverige förrän så sent som 2002. Hans första framträdande i Sverige skedde 1956 i en serie tecknad av Jack Bradbury.
Precis som Långben händer det att Gilbert äter av Stål-Långbens magiska jordnötter och får superkrafter - då går han under namnet Stål-Gilbert (Super Gilly). Gilbert är även en av spelarna i fotbollsklubben BK Blåbären, tillsammans med bland andra Teddi och Freddi.